# 傑克遜-諾伊明彗星
傑克遜-諾伊明彗星（58P/Jackson–Neujmin）是一顆週期彗星，目前的軌道周期為8.19年。

## 發現歷史
1936年9月20日，南非聯合天文台的西里爾·傑克遜在一張照片上發現了這顆彗星，他將描述彗星暗淡而彌散，亮度為12等。第二天，克里米亞錫梅伊茲天文台的格利果利·N·諾伊明獨立發現了彗星。比利時於克勒皇家天文台的費爾南·里戈（Fernand Rigaux）也在1936年9月9日的照相底片上發現了它。
由於不確定其位置和出現日期，天文學家未能觀測到1945年彗星回歸，甚至連伊麗莎白·羅默爾在1953年也未能找到傑克遜-諾伊明彗星。查爾斯·科瓦爾於1970年9月成功重新定位了彗星。1995年的回歸彗星外觀更為迷人，亮度達到10等。這顆彗星在2004年或2012年出現時未被觀測到，天文學家認為它可能失踪了。直到2020年4月，太陽和太陽圈探測器上的太陽風各向異性（SWAN）相機成功捕捉到彗星影像。
由於爆發事件，2020年3月下旬，傑克遜-諾伊明彗星亮度從12等升至10等。